# ミシシッピ州議会
ミシシッピ州議会（英語: The Mississippi Legislature）は、アメリカ合衆国ミシシッピ州の州議会である。両院制で、下院は122名、上院は52名で構成される。下院議員も上院議員も任期は4年で、任期制限はない。州議会はジャクソンのミシシッピ州会議事堂で召集される。

## 歴史

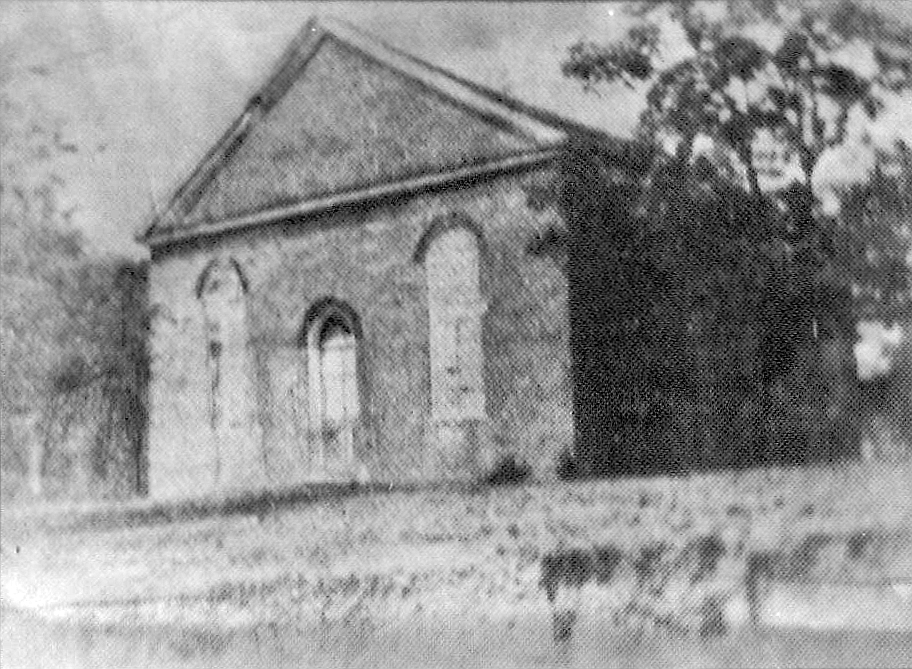
メソジスト集会所1817年、ミシシッピ州ワシントン郡にて最初の憲法会議が開かれた。

1800年から1833年まで、ミシシッピ準州およびミシシッピ州の立法機関は「総会(General Assembly)」として知られていた。その後、「ミシシッピ州議会」と呼ばれるようになった。リコンストラクションの時代には、議会は2年ごとの会期で開催された。1890年の憲法改正により、議会は4年に1度だけ定期的に招集されるようになった。1910年、議会は隔年開催に戻り、1968年からは毎年開催されるようになった。1977年、州憲法が改正され、立法区を人口比で均等に配分することが義務付けられた。

## 議員
ミシシッピ州議会には174名の議員がおり、下院議員122名、上院議員52名である。議員は選挙区を代表し、4年の任期で選出される。州の中でミシシッピ州は下院の規模が14番目、上院の規模が5番目に大きい。
下院の選挙区は人口約2万4,000人、上院の選挙区は人口約5万5,000人となるように区割りされている。下院の候補者は21歳以上、上院の候補者は25歳以上でなければならない。各院は議員の資格を判断する権限を持つ。
ミシシッピ州議会は非常勤の議会であり、ほとんどの議員は公務とは関係のないフルタイムの職業についている。議員の基本給は年間23,000ドルである。2022年4月現在、ほとんどの議員は給与、日当、その他の報酬や支払いから年間4万ドルから5万ドルの報酬を得ており、年間7万ドル前後の報酬を得ている議員もいる。
すべての議員は、州憲法に定められた宣誓を行い、州憲法と連邦憲法への忠誠を宣言し、職務執行に責任を持つことを誓い、票の売買に関与しないことを約束する。憲法は、「反逆、重罪、窃盗、治安違反」の場合を除き、立法会期中および会期前後15日間は、議員の逮捕を免除すると定めている。通常選挙と通常選挙の間に議員の議席に空席が生じた場合、知事は選挙令状を発布し、残りの任期を争うことができるようにする。

## 議会構造及びプロセス
州憲法は、上院と下院からなる二院制の州議会を定めている。この憲法では、議会は年1回の定例会期を義務づけており、会期の大半は90日間、4年ごとの会期は125日間であるが、議員の3分の2の承認があれば会期を延長することができる。また、知事の裁量で、知事が選んだ特定の問題を審議するために議会を臨時会期として召集することもできる。
1903年以来、議会はジャクソンのミシシッピ州会議事堂で開かれている。
一方の議会は、他方の議会の同意なしに3日以上休会することはできない。一方の議員の基本的な過半数をもって議事の定足数とするが、より少数の議員で招集し、欠席議員の出席を強制する投票を行うこともできる。
各院はそれぞれ役員を選出する。下院を率いるのは議長で、議長はあらかじめ選出された下院議員の中から選ばれる。上院は副知事が議長として率いる。副知事は州選挙で有権者によって選出され、職権で上院議長を務める。
各院のこれらの役員に次ぐのは、下院仮議長および上院仮議長である。仮議長は、それぞれの院の立法委員会の指導部を決定する。合同会議で賛否同数の場合は、副知事が同数票を投じる権限を持つ。
憲法は、州議会に議事規則を定める権限、乱暴な行動をした議員を罰する権限、所属会派の3分の2の賛成で議員を除名する権限を与えている。立法手続きは、秘密保持のための閉会が必要とみなされない限り公開され、各院は、秩序を乱し迷惑をかけた傍聴者を罰する権限を持つ。各院は議案の採決を含め、議事の経過を記録する公式日誌をつける。
法案はいずれかの院で発議され、もう一方の院で修正または否決されることがあり、各院の3分の2以上の賛成で規則が一時停止されない限り、各院で3回異なる日に題名を読み上げなければならない。
州憲法は、当初の目的を変更するために法案を修正することを禁じている。第二院で修正された法案は、第一院に差し戻され、修正を受け入れるかどうかの投票が行われなければならない。
すべての法案は各院の委員会で審議されなければならない。
会期の最後の3日間は法案を提出できない。ほとんどの法案は、各院の単純多数決で可決される。
課税財産の評価を変更する歳入法案や措置は、出席し投票する議員の5分の3の承認を必要とする。両院で可決された法案はすべて、各院の議長が署名する。

## 権限
州議会は州法を制定し、州政府の資金を充当する権限を持つ。議会が可決した法案は、知事が拒否権を発動しない限りすべて法律となるが、各院の議員の3分の2以上の賛成があれば、拒否権を無効とすることができる。立法府は公聴会を招集し、望む事柄を調査する権限を持つ。
このような場合、個人の証言を強制することも、犯罪を訴追することも、その他の望む結果を強制することもできないため、このような公聴会は通常、政策立案や予算編成の決定に役立つ情報を収集するためだけに開かれる。
州図書館司書の選出は立法府が行う。反乱や外国の侵略があった場合、立法府は人身保護令状(ヘイビアス・コーパス)を停止することができる。下院は、議員の3分の2の同意があれば国家公務員を弾劾し、上院での裁判に付す権限を有し、上院は議員の3分の2の同意があれば公務員を罷免することができる。
立法府は、各院の議員の3分の2の賛成で州憲法の改正案を可決することができ、住民投票による批准を条件とする。

## 政治力学
法案は通常、議会で可決される前に委員会を通過しなければならない。委員長は、委員会または本会議に法案を上程して採決を取らないことを選択し、法案を失効させることができる。上院の財政委員会、下院の歳入委員会、歳出委員会の委員長は、しばしば法案に対して大きな影響力を行使する。ミシシッピ州の裁判官は通常、立法府の内部決定や運営に関わる法的問題については、立法府に委ねており、そのようなことは通常の司法審査の対象にはならない。
2011年には、63％の議席に次期選挙で有力な対立候補がいなかった。2023年には85％になる。同年のAP通信は、このことは「アメリカの有権者が選挙で選ばれた代表者に責任を負わせる能力に疑問を投げかけるものだ」と述べている。